# Ernst Mauritz Dahlin
Ernst Mauritz Dahlin   (Lits församling, 4 d'agost de 1843 - parròquia de l'església de Maria de Helsingborgs, 24 de febrer de 1929) fou un matemàtic suec conegut pel seu treball en història de les matemàtiques.

## Vida i Obra
Dahlin va estudia a l'escola elemental d'Östersund fins al 1854 i va continuar la secundària al Institut d'Uppsala el 1858-59, tornant a Östersund per obtenir l'accés a la universitat el 1867. Va ingressar en la universitat d'Uppsala el 1869 en la que es va graduar el 1873 i enla que va obtenir el doctorat el 1875 amb una tesi sobre la història de les matemàtiques sueques abans de 1679.
Aquest mateix any de 1875, Dahlin va ser nomenat professor ajudant de història de les matemàtiques a la universitat d'Uppsala, però com que el tema era massa específic, es va convertir en professor de matemàtiques. Però com que no era un matemàtic prominent i li mancaven laguns del requisits d'un bon professor, va abandonar la docència universitària. Abans, però, va estar preparant la continuació de la seva història de les matemàtiques a Suècia a partir de 1679. El 1876 va ingressar al Sveriges Riksbank, però només s'hi va estar uns mesos, ja que aquest mateix any ja era mestre a la presó de Långholmen.
El 1877 es va traslladar a Malmö, on va ser docent de la presó d'aquesta ciutat i professor de mecànica a l'Escola Naval d'aquesta ciutat, fins que es va retirar de tots els seus càrrecs el 1913.
L'obra de Dahlin és pionera en la història de les matemàtiques a Suècia. Va rebre el segon premi del departament de Filosofia de la Universitat d'Uppsala el 1875, va ser nomenat cavaller de l'Orde de Vasa el 1895 i va rebre un doctorat honoris causa aquest mateix any.